# ファルコム・ゲーム・ミュージック
『Falcom Game Music（ファルコム・ゲーム・ミュージック）』は日本のゲームミュージックの音楽CDである。

## 解説
日本ファルコムのパソコンゲーム『イース』[（作曲は石川三恵子・古代祐三）『太陽の神殿 アステカII』（阿部隆人）『ザナドゥ シナリオII』（阿部隆人）『ドラゴンスレイヤーIV ドラスレファミリー』（石川三恵子・古代祐三）『ロマンシア』（古代祐三・阿部隆人）の曲を集めたサウンドトラックアルバムである。
特にイースに重点が置かれており、古代祐三が自らサウンドボードを用いて編曲したグレイド・アップ・バージョンの2曲も収録されている。
使用機種はPC-88VA、PC-8801FH、CANONV30F、MSX2。
ジャケットは青地で中央に『イース』、角にそれぞれ『太陽の神殿』『ドラゴンスレイヤーIV』『ザナドゥ シナリオII』『ロマンシア』のオリジナルオープニング画像を起用している。

## 収録曲

### YS（イース）
1. フィーナ（タイトル）
2. ファウンテン・オブ・ラブ（町）～ファースト・ステップ・トゥワーズ・ウォーズ（草原）
3. パレス・オブ・デストラクションズ（神殿２）～ビート・オブ・ザ・テラー（廃坑）
4. タワー・オブ・シャドウ・オブ・デス（塔）～ザ・ロスト・モーメント・オブ・ザ・ダーク（塔の最上階）～ファイナル・バトル（最後のデカキャラ）
5. ザ・モーニング・グロウ（エンディング）～シー・ユー・アゲイン（スタッフ・ロール）
6. パレス・オブ・デストラクション（グレイド・アップ・バージョン）
7. ザ・モーニング・グロウ（グレイド・アップ・バージョン）

### 太陽の神殿
8. Temple del sol～聖なる泉～失なわれた世界～悲しみの夜～エルカスティジョ

### ドラゴンスレイヤーIV（ドラゴンスレイヤー・ファミリー）
9. オープニング～オールトゥゲザー・ナウ～ゼムンウォーゼン～ポチ～リルルウォーゼン～メイヤウォーゼン～ヂルギオス～エンディング・テーマ

### ロマンシア（ドラゴンスレイヤーJR）
10. ファンファーレ～オープニング～ロマンシア王国

### ザナドゥシナリオII
11. エンディング・テーマ